# Sângeorgiu de Mureș
Sângeorgiu de Mureș alte Schreibweise Sîngeorgiu de Mureș [sɨnˈd͡ʒeord͡ʒiu de mureʃ] (veraltet Sângeorzul de Murăș; ungarisch Marosszentgyörgy) ist eine Gemeinde im Kreis Mureș in der Region Siebenbürgen in Rumänien.
Der Ort ist auch unter den ungarischen Bezeichnungen Szentgyörgy und Cigányszentgyörgy bekannt.

## Geographische Lage

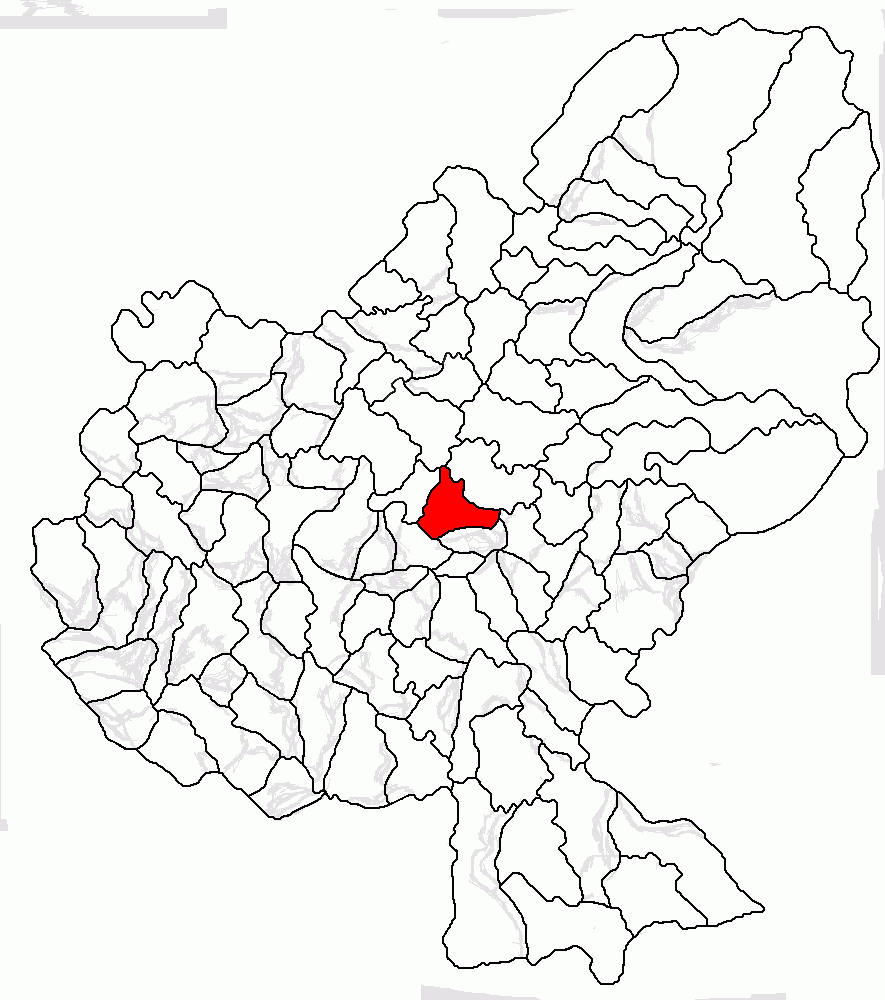
Lage der Gemeinde Sângeorgiu de Mureș im Kreis Mureș

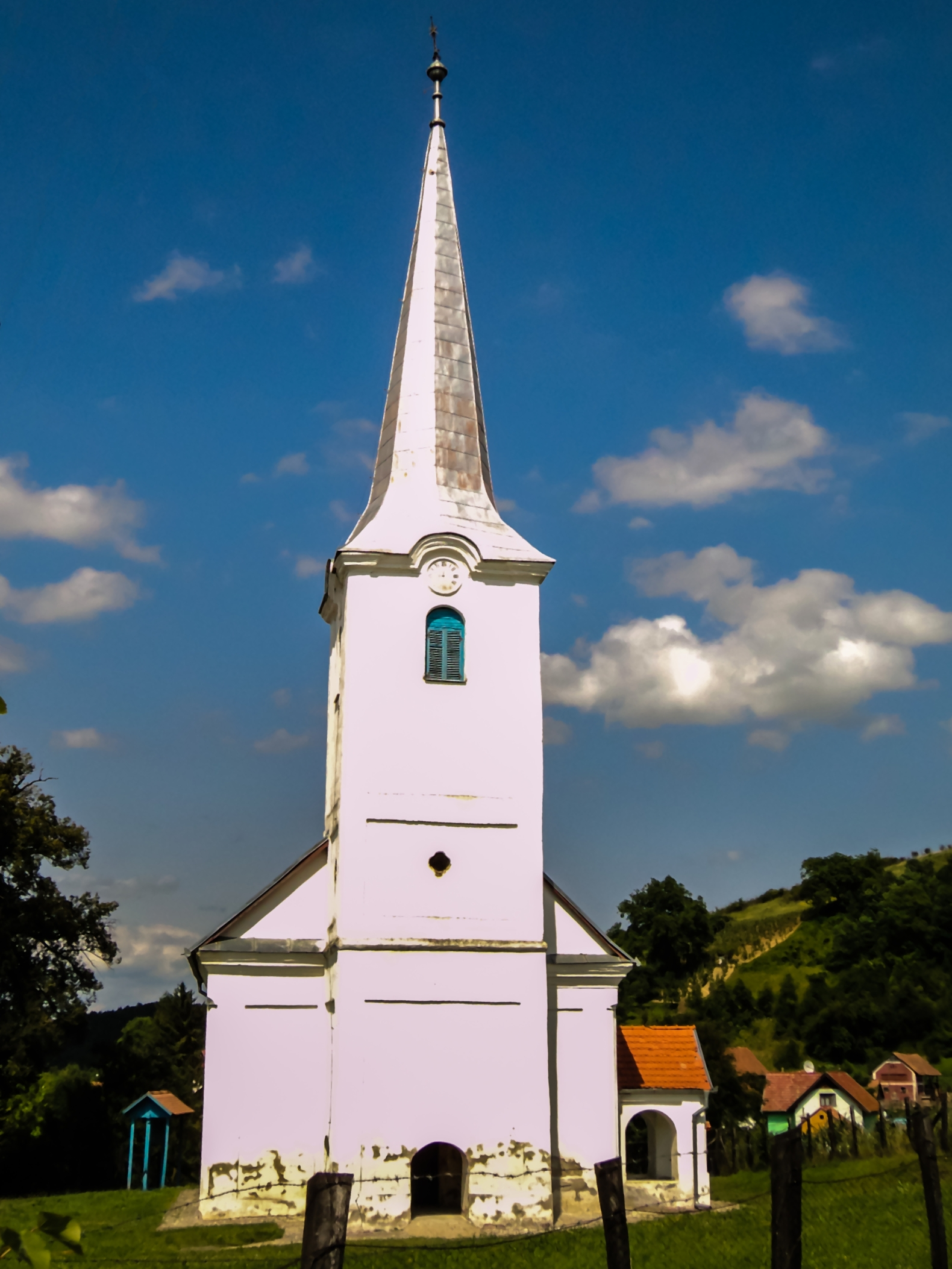
Reformierte Kirche in Cotuș

Die Gemeinde Sângeorgiu de Mureș liegt im Mureș-Tal im Siebenbürgischen Becken nördlich des Kokel-Hochlands (Podișul Târnavelor). Im Zentrum des Kreises Mureș am Drum național 15 befindet sich der Ort Sângeorgiu de Mureș etwa 5 Kilometer nordöstlich von der Kreishauptstadt Târgu Mureș (Neumarkt am Mieresch) entfernt. Auf dem Gebiet der Gemeinde verläuft die Bahnstrecke Târgu Mureș–Deda–Gheorgheni, diese hier aber keine Bahnstation hat.

## Geschichte
Der Ort Sângeorgiu de Mureș, von Szekler gegründet, wurde 1332 erstmals urkundlich erwähnt. Archäologische Funde auf dem Areal von den Einheimischen genannt Capela Mariafy (ungarisch Máriafy Kápolna) deuten jedoch auf eine Besiedlung des Ortes bis in die Frühbronzezeit, und die bei Cetatea lui Ciac (ungarisch Csákvára) bis in die Bronzezeit zurück.
Im 15. und 16. Jahrhundert war der Ort Besitz des Paulinerklosters des südwestlich gelegenen Ortes Sâncraiu de Mureș. Ende 1659 wurde Sângeorgiu de Mureș durch die Türken verwüstet, wonach hier Rumänen und auch viele Roma sich ansiedelten, weshalb der Ort auf Ungarisch auch als Cigányszentgyörgy bezeichnet wird. 1661 wurde hier bei einem Landtag Michael I. Apafi als Fürst von Siebenbürgen eingesetzt.
Im Königreich Ungarn gehörte die Gemeinde dem Stuhlbezirk Maros felső (Ober-Maros) im Komitat Maros-Torda und anschließend dem historischen Kreis Mureș und ab 1950 dem heutigen Kreis Mureș an.

## Bevölkerung
Die Bevölkerung der Gemeinde Sângeorgiu de Mureș entwickelte sich wie folgt:
| 1850 | 1.551 | 941   | 488   | 1  | 121              |
| 1930 | 2.625 | 1.238 | 1.126 | 11 | 250              |
| 1966 | 5.118 | 1.689 | 3.388 | 6  | 35               |
| 2002 | 7.892 | 2.770 | 4.597 | 8  | 517              |
| 2011 | 9.304 | 3.435 | 4.681 | 12 | 1.176            |
| 2021 | 9.688 | 3.256 | 4.087 | 12 | 2.333 (179 Roma) |

Seit 1850 wurde auf dem Gebiet der heutigen Gemeinde ein stetiger Anstieg der Einwohner vermerkt. Die höchste Einwohnerzahl der Magyaren, der Rumänen und der Roma (739) wurde 2011, die der Rumäniendeutschen 1930 ermittelt.

## Sehenswürdigkeiten
- Im Gemeindezentrum befindet sich an der Hauptstraße das Gutshaus der ungarischen Adelsfamilie Máriaffy.[7] Das einstöckige Gebäude wurde 1870 errichtet und steht unter Denkmalschutz.[8] Das heruntergekommene Anwesen, wurde 2010 von der Gemeinde von den rechtmäßigen Eigentümern erworben und soll nach über sieben Jahren für etwa 600.000 Euro, zum größten Teil mit EU-Gelder finanziert, in ein kulturelles und touristisches Zentrum umgebaut werden.[9]
- Die reformierte Kirche im Gemeindezentrum um etwa 1500 errichtet, wurde 1680 von Dávid Petki der katholischen Kirche übergeben.[4]
- Sângeorgiu de Mureș ist auch als Bade- und Luftkurort[10][11] und seinen Mineralquellen mit chlor-, natrium-, kalzium-, jodhaltigen und leicht radioaktiven Wasser bekannt.[4]
- Im eingemeindeten Dorf Cotuș (ungarisch Csejd) die reformierte Kirche 1791 errichtet, steht unter Denkmalschutz.[8]